# Campagna khivana del 1839
La campagna khivana del 1839 fu un tentativo russo fallito di conquistare il khanato di Khiva. Il generale Vasilij Perovskij, partito da Orenburg con 5000 uomini, incontrò un inverno insolitamente freddo, perse la maggior parte dei cammelli e fu costretto a tornare indietro dopo aver percorso circa metà strada.
I russi attaccarono il khanato di Khiva quattro volte. Intorno al 1602 alcuni cosacchi liberi fecero tre incursioni. Nel 1717 Aleksandr Bekovič-Čerkasskij attaccò il khanato e fu sonoramente sconfitto. Dopo la sconfitta russa del 1839-1840, Khiva fu infine conquistata dai russi durante la campagna khivana del 1873.

## Contesto

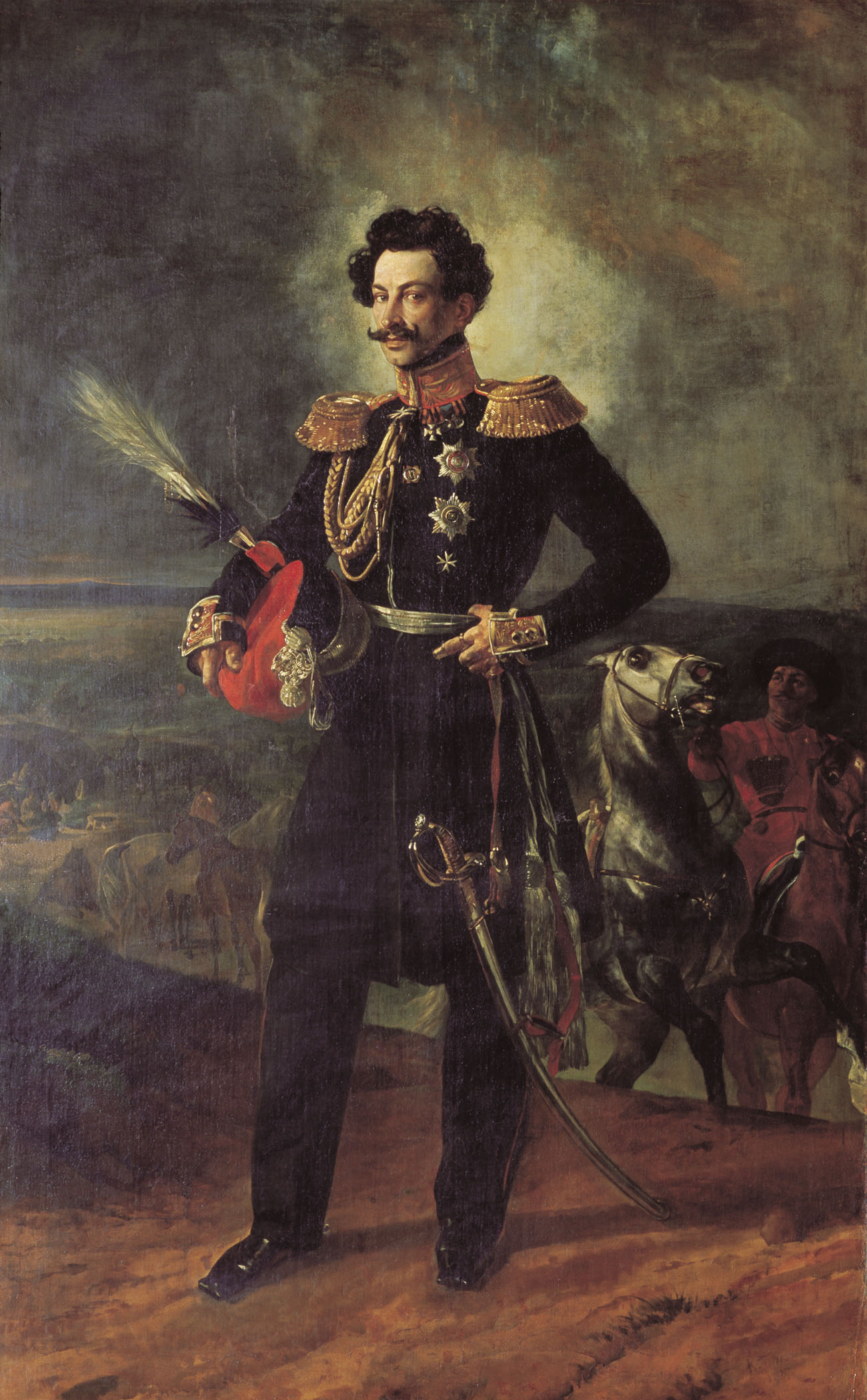
L'aiutante generale conte V. A. Perovskij. Dipinto di Karl Briulov (1837)

Il khanato di Khiva si trovava a sud del lago d'Aral, nel delta del fiume Amu Darya. Qui l'irrigazione sosteneva una popolazione di circa mezzo milione di persone. L'oasi di Khiva era circondata da diverse centinaia di chilometri di steppa e deserto che le truppe russe dovevano attraversare per poter attaccare il khanato.
Verso il 1743 la Russia si era stabilita sulla linea di Orenburg, circa 1200 km a nord di Khiva. Orenburg fu a lungo la base da cui i russi osservarono e cercarono di controllare le steppe a est e a sud. Nel corso del secolo successivo la Russia ottenne un controllo sempre maggiore sui nomadi kazaki. Tra i russi ed i khivani vi furono dispute di confine: i russi lamentavano il fatto che il khan di Khiva non facesse abbastanza per fermare i razziatori, anche se in realtà la sua capacità di controllarli era limitata. Un altro motivo di scontro era la schiavitù. A Khiva si trovavano molti schiavi persiani, acquistati dai turcomanni. Un piccolo numero di russi fu catturato nell'area di Orenburg e dall'inizio del XIX secolo un numero crescente di pescatori russi fu catturato nel Mar Caspio. Dopo il fallimento di alcuni tentativi di pressione sul khan, nell'agosto del 1836 la Russia ordinò l'arresto di tutti i mercanti khivani in territorio russo, circa 572 persone e 1 400 000 rubli d'argento in beni. Al khan fu detto che i suoi sudditi sarebbero stati liberati quando tutti gli schiavi russi fossero stati rilasciati. Alla fine di settembre il khan disse che avrebbe liberato i russi, ma ne rilasciò solo 25, quasi tutti vecchi che erano stati in schiavitù per 30 o 40 anni. Cinque russi furono rilasciati nel 1838 e altri 80 nell'agosto 1839. Il 24 marzo 1839 lo zar approvò un attacco a Khiva. L'obiettivo non era l'annessione ma, se possibile, la sostituzione del khan in carica con un kazako fedele alla Russia. Il piano finale fu approvato il 10 ottobre 1839.

## Preparativi
Il territorio intorno a Khiva è abbastanza ricco d'erba e di acqua per sostenere una popolazione nomade, ma non un esercito; le truppe russe avrebbero quindi dovuto portare con sé quasi tutti i rifornimenti necessari. I russi impegnarono 5000 uomini, 3000 per i combattimenti veri e propri e 2000 per sorvegliare le linee di rifornimento. Orenburg fu scelta come punto di partenza, poiché era la principale base russa nella zona ed era collegata con il cuore della Russia. Ulteriori rifornimenti sarebbero stati trasportati via mare e poi a Novoaleksandrovsk, per essere infine inviati alla colonna principale. 7750 carri bashkiri furono al trasporto dei rifornimenti a Orenburg. 10400 cammelli e 2000 cammellieri furono requisiti ai kazaki. In giugno il colonnello Heke, con due compagnie e 1200 carri,  si recò a sud per esplorare il percorso e stabilire depositi avanzati. Il 30 giugno 1839 raggiunse il fiume Emba e inviò un gruppo più piccolo per stabilire il deposito successivo. Questo fu organizzato circa 160 km più a sud, sul fiume Aq Bulaq, dove nel mese di agosto fu costruito un forte. Fu falciata una grande quantità di fieno e furono tagliati salici e canne per avere del combustibile. Per 40 km a nord di Aq Bulaq c'erano paludi salmastre senza acqua né erba adeguata. A settembre fu costruito un forte sull'Emba e fu falciato il fieno. Il forte sull'Emba aveva una guarnigione di 634 uomini, quello di Aq Bulaq di 399. I forti erano malsani e a dicembre erano già morti 93 uomini. Il primo novembre una carovana di 1128 cammelli lasciò Orenburg, raggiungendo l'Emba 24 giorni dopo.

## Campagna militare
Nonostante alcuni ufficiali pensassero che la stagione fosse troppo avanzata, la campagna procedette. Il 26 novembre 1839 la prima colonna lasciò Orenburg. Altre tre colonne partirono a distanza di un giorno o due. La prima neve cadde il 2 dicembre. Il 18 dicembre il mercurio nei termometri congelò. Il 19 dicembre si scatenò la prima tempesta di neve. Il 31 dicembre le truppe raggiunsero l'Emba, senza perdite umane ma con numerosi casi di congelamento. Nei 27 giorni precedenti la temperatura non aveva mai superato gli 11 gradi centigradi sottozero. Il 30 dicembre 2 000-3 000 khivani attaccarono Aq Bulaq. Dopo due giorni di insuccessi rivolsero la loro attenzione a una colonna di rifornimenti a 17 chilometri di distanza. Quando anche questo attacco fallì, si ritirarono. I russi ebbero 5 morti e 13 feriti e furono contati 80 khivani morti. In quel periodo alcuni cammellieri kazaki si ammutinarono, ma dopo la fucilazione di due capibanda la ribellione ebbe termine. Morrison sostiene che i cammellieri, che conoscevano bene il paese, intuirono subito che la spedizione sarebbe fallita, cosa che Perovskij fu costretto ad ammettere solo un mese dopo.
Giunsero notizie dal mar Caspio: le navi di rifornimento erano state ritardate dai venti contrari ed erano bloccate dal ghiaccio. Solo due erano riuscite a tornare ad Astrachan'; quelle bloccate vicino a Novoaleksandrovsk furono scaricate mentre le altre furono bruciate da un gruppo di khivani. Questo gruppo attaccò poi i kazaki che lavoravano con i russi, interrompendo così il rifornimento di cammelli freschi. A novembre Aitov fu inviato a rifornirsi di cammelli per trasportare i rifornimenti dal mar Caspio al forte sull'Emba. Mentre tornava con 538 cammelli, i cammellieri si ribellarono, restituirono i cammelli ai loro proprietari e mandarono Aitov a Khiva. Il 13 gennaio 1840 il numero dei malati nel forte era salito a 202 e un quinto dei cammelli era troppo debole per essere utilizzato.
A gennaio le colonne iniziarono a lasciare il forte sull'Emba; la principale raggiunse Aq Bulaq il 6 febbraio 1840, percorrendo circa 160 km in 16 giorni. La temperatura era scesa a 50 gradi centigradi sottozero. Gli uomini dovevano camminare davanti ai cammelli per liberare un sentiero nella la neve. Nel viaggio dall'Emba ad Aq Bulaq morirono 1200 cammelli, circa 2500 dovettero essere abbandonati per sfinimento e si dovettero bruciare i rifornimenti inutili per potersi scaldare. Il freddo rendeva impossibile lavarsi o cambiarsi i vestiti. All'inizio di febbraio Bizyanov fu inviato circa 160 km a sud: riferì che la neve lì era ancora più alta. Dei 2750 fanti di Orenburg solo due terzi erano idonei al servizio e 236 erano morti. Dato il tasso di perdita di uomini e cammelli, era chiaro che se l'esercito avesse raggiunto Khiva non sarebbe stato in condizione di combattere. Il 13 febbraio Perovskij decise di ritirarsi.
Tutte e quattro le colonne tornarono sull'Emba alla fine di febbraio, con temperature che restavano a 50 gradi centigradi sottozero. Furono scavate radici per ottenere combustibile e furono bruciate provviste per riscaldarsi. Poiché tutta l'erba intorno al forte sull'Emba era stata consumata e c'erano molti cammelli morti che avrebbero iniziato a marcire in primavera, l'accampamento fu spostato in una nuova posizione, a circa 30 chilometri di distanza. Furono inviati dei cosacchi per procurarsi altri cammelli: 500 furono ottenuti tramite trattative, 700 furono inviati da Orenburg. Bizyanov attaccò la tribù degli Adaev alla foce dell'Emba, uccise 450 uomini e si procurò un gran numero di cammelli. A metà maggio i russi disponevano di 3480 cammelli. In quel periodo nell'accampamento c'erano 1130 uomini malati, di cui 613 con lo scorbuto. Le truppe iniziarono a lasciare l'Emba il 30 maggio 1840 e alla fine di giugno raggiunsero Orenburg.

## Esito della campagna
I russi ebbero 1054 morti. Non è noto il numero di cammellieri kazaki morti. I carrettieri bashkiri persero 199 uomini e 8869 cavalli. La spedizione costò 1,7 milioni di rubli. Le perdite economiche per i bashkiri e i kazaki furono stimate in 2,5 milioni di rubli per ciascuno dei due gruppi. Dei 10500 cammelli originari solo 1500 erano rimasti in vita ad aprile. Durante la campagna si registrarono 3124 casi di malattia, di cui 608 mortali. Fu notato che il tasso di mortalità dei cosacchi degli Urali era di 1 su 200 e quello della fanteria di Orenburg di 1 su 14, differenza che fu attribuita all'abitudine dei cosacchi a compiere campagne nella steppa. L'anno successivo Sir Richmond Campbell Shakespear, un agente britannico, convinse il khan a liberare 416 schiavi russi. I commercianti khivani con i loro beni furono rilasciati. Perovskij mantenne il comando e nel 1853 vinse la battaglia di Ak Mechet. Khiva fu infine sottomessa dai russi a seguito della campagna di khivana del 1873.